# کیت رایان
کیت رایان (به انگلیسی: Kate Ryan) (زاده ۲۲ ژوئیه ۱۹۸۰) خواننده بلژیکی سبک پاپ، دنس پاپ و یورو دنس است. او کار حرفه‌ای خود را در سال ۲۰۰۱ آغاز کرد و در سال ۲۰۰۲ نخستین آلبومش را به صورت رسمی منتشر کرد. رایان تاکنون چهار آلبوم رسمی منتشر کرده‌است و مطرح‌ترین کار او بازخوانی ترانه‌ی «وایاژ وایاژ» از آثار خواننده‌ی فرانسوی دزیرلس بوده‌است.